# Аммон, Георг Готлиб
Георг Готлиб Аммон (нем. Georg Gottlieb Ammon; 1780—1839) — известный немецкий конезаводчик, ветеринар и ипполог XIX века, брат и коллега Карла Вильгельма Аммона.
Георг Готлиб Аммон родился в 1780 году в Пруссии (ныне город Ясная Поляна (Калининградская область)), близ имевшего мировую славу конезавода Тракенен (что вероятно и повлияло на выбор им профессии).
Им, как и его братом, были написаны и опубликованы несколько заметных трудов по иппологии.
Георг Готлиб Аммон скончался 26 сентября 1839 года.